# Roger Beaufrand
Roger Beaufrand (25 de setembro de 1908 — 14 de março de 2007) foi um ciclista francês de ciclismo de pista. Competiu nos Jogos Olímpicos de Verão de 1928 em Amsterdã, onde conquistou a medalha de ouro na prova de velocidade individual, à frente de Antoine Mazairac e Willy Hansen.